# Dichromodes lechria
Dichromodes lechria là một loài bướm đêm trong họ Geometridae.